# Galumna
Galumna is een geslacht van mijten uit de familie van de Galumnidae.

## Soorten
- Galumna australis (Berlese, 1914)
- Galumna flabellifera Hammer, 1958
- Galumna obvia (Berlese, 1915)
- Galumna pallida Hammer, 1958